# الموج الرياضي بمنزل عبد الرحمان
الموج الرياضي بمنزل عبد الرحمان، هو فريق كرة قدم تأسس سنة 1963. ينشط في مدينة منزل عبد الرحمان. ألوانه الأبيض والأزرق الفاتح. يلعب ضمن الرابطة التونسية المحترفة الثالثة لكرة القدم.